# Caecognathia galzini
Caecognathia galzini är en kräftdjursart som först beskrevs av Mueller 1989.  Caecognathia galzini ingår i släktet Caecognathia och familjen Gnathiidae. Inga underarter finns listade i Catalogue of Life.